# Якамара вогнистогруда
Якамара вогнистогруда (Galbula pastazae) — вид дятлоподібних птахів родини якамарових (Galbulidae).

## Поширення
Птах поширений на північному заході Південної Америки. Живе в передгір'ї та субтропічному поясі східних схилів Анд в Еквадорі, на півдні Колумбії та півночі Перу.

## Опис
Птах завдовжки 24 см. Верхня частина тіла блискучого зеленого забарвлення, на голові синього відтінку. Груди теж зелені, але у самиць на помітний червонуватий наліт. Черево і хвіст цегляного кольору. Дзьоб довгий, майже прямий, чорного кольору. Навколоочне кільце помаранчеве.

## Спосіб життя
Живиться комахами. Гнізда облаштовує у норах, які викопує на схилах ярів або обривистих берегах річок.